# Juan Bautista Celma

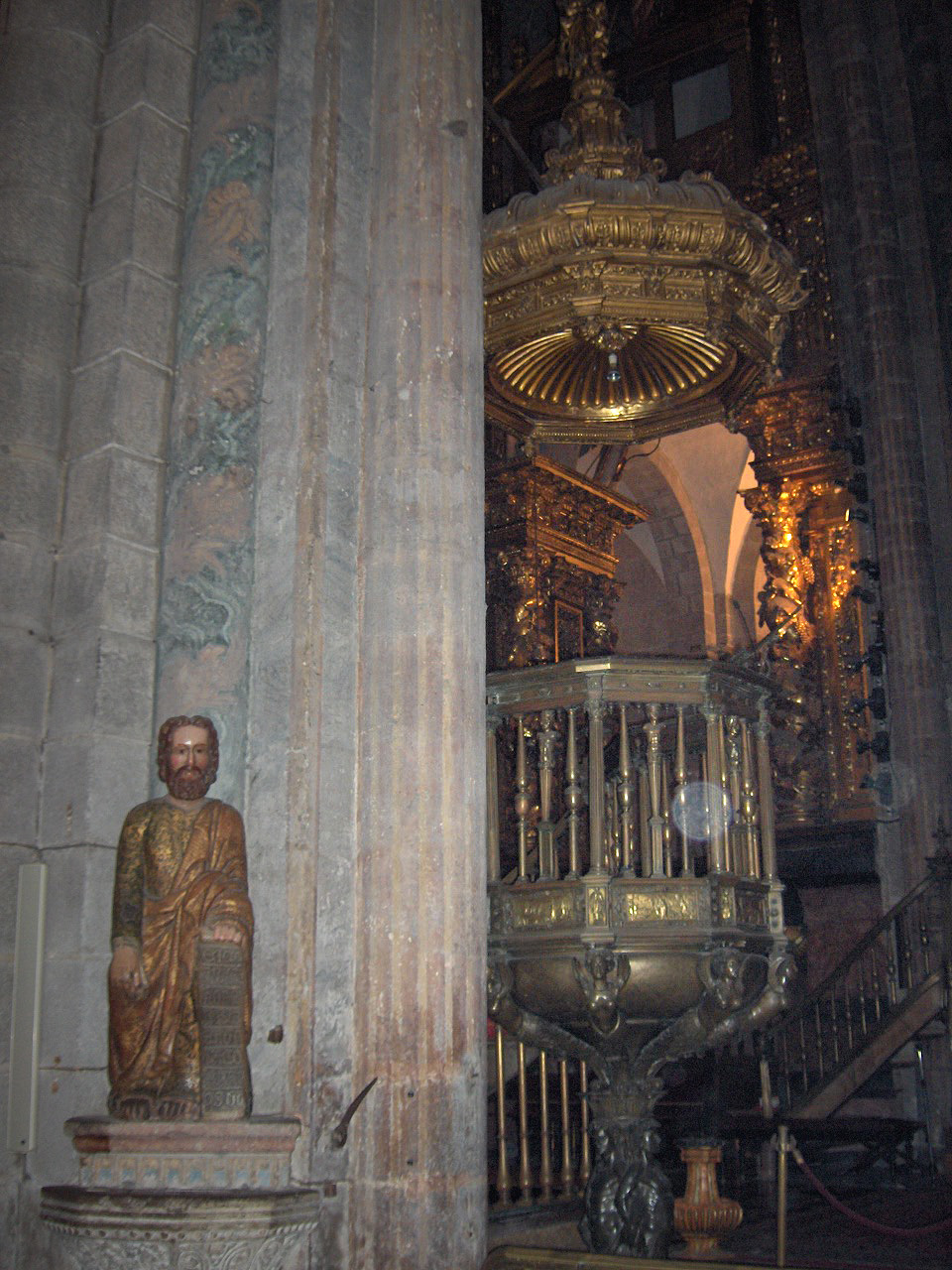
Una de los púlpitos de la Catedral de Santiago, considerada una obra maestra de Celma

Juan Bautista Celma, fue un rejero, escultor y pintor español, nacido en Aragón alrededor del año 1540 y fallecido en Santiago de Compostela en 1608. Trabajó en Galicia desde el 1564 hasta su muerte. Se trata de una figura fundamental en el arte del Renacimiento en Galicia y que no debe confundirse con su tío, Juan Tomás Celma (1515-1578), también pintor y forjador, que fue su maestro.
Su establecimiento en Santiago queda corroborada por una inscripción grabada en un de los púlpitos de bronce de la catedral de Santiago (que Celma ejecutó en 1608), que dice:

Joannes Baptista Celma Aragonensis patria, pingendi artifex, salutis anno 1563 Compostellae faciebat.

En 1602 recibió del capítulo de la catedral de Burgos 193 000 maravedís como pago de una reja para el coro, en sustitución de la antigua que era de madera: el diseño fue ejecutado en 1595 por Gregorio Martínez, y Celma la modificó en 1600, mereciendo la aprobación del célebre platero Juan de Arfe, que intervino en la recepción de la obra, el 3 de junio de 1602. Celma también forjó la reja del coro de la catedral de Plasencia (1606).